# František Pacík
František Pacík (5. února 1927 Nedašov – 14. srpna 1975 Praha) byl český sochař.

## Život
František Pacík se narodil v nemajetné rodině vesnického kostelníka a po absolvování základní školy se za války vyučil malířem pokojů a kostelů. Jeho mistr, rohatecký malíř V. Krupanský, přesvědčoval rodiče o talentu jejich syna. Pacík odjel hned po válce do Prahy a pracoval po tři roky jako učedník v soukromé škole dekorativních umění Jaroslava Masáka.
Na Akademii výtvarných umění byl přijat roku 1949 bez středoškolského vzdělání jako mimořádný talent, když předložil u přijímacího řízení svou práci Hlava Medusy, vytesanou z tvrdého hadce.
Jeho práce, vytvořené během studia v ateliéru sochařství prof. Jana Laudy (1949–1954) získaly dvakrát ocenění (1951–52 1. cena příležitostná, 1952–53 hlavní cena Akademie) a Pacíkova kamenná socha Maryčka Magdonova byla vybrána k odlití do bronzu jako dar prezidentu republiky.
Za studií se spřátelil se spolužáky Josefem Klimešem, Hugo Demartinim a Karlem Kronychem a společně s nimi pracoval i na některých úkolech (kopie sochy M. Brauna, Laudovy sochy pro průčelí Lidového domu). Roku 1951 se oženil s malířkou Evou Brýdlovou a v následujícím roce se mu narodila dcera Eva. Vystavoval od roku 1953 (II. přehlídka ČVU, Jízdárna Pražského hradu).
Během vojenské služby (1954–56) vysekal kamennou sochu Pilot. Po návratu do Prahy získal svůj první ateliér v Truhlářské ulici a živil se jako sochař ve svobodném povolání.
Sochařské dílo Františka Pacíka zásadně ovlivnila jeho cesta do Bruselu na Expo 58, kde měl možnost navštívit přehlídku moderního evropského sochařství na výstavě 50 ans d'art moderne (Ossip Zadkine, Jacques Lipchitz, Umberto Boccioni, Raymond Duchamp-Villon, Emilio Greco).
Počátkem 60. let se přestěhoval do Kosoře a zřídil si zde zahradní ateliér. Během práce na veřejných zakázkách v Plzni pracoval také v ateliéru v plzeňském arboretu. V roce 1965 byl pozván na Mezinárodní sochařské bienále v Carraře.
Roku 1968 byl těžce zraněn při tragické nehodě na železničním přejezdu v Plzni a musel na rok přerušit práci. Po zotavení se v následujícím roce zúčastnil sochařského symposia v Hořicích. Roku 1973 se podruhé oženil se studentkou Hanou Korbelovou.
František Pacík zemřel na rakovinu, kterou zřejmě uspíšilo jeho zranění, 14. srpna 1975 v Praze, ve věku 48 let.

### Členství ve skupinách
- 1960–1966 Tvůrčí skupina Etapa
- 1966–1967 Tvůrčí kolektiv Index

## Dílo
Pacíkův vstup na Akademii byl triumfální a jeho sochu Hlava Medúzy označil údajně V. V. Štech za jednu ze dvou největších událostí, které AVU zažila (přičemž tou druhou měl na mysli návštěvu císaře Franze Josefa).
V ateliéru profesora Laudy měli studenti za úkol tvořit politicky angažované plastiky pro Leninovo muzeum a budoucí Muzeum K. Gottwalda. Pacík se s úkolem vyrovnal reliéfem se šesti figurami a realistickou sochou Maryčka Magdonova (později přejmenovanou na Ostravskou proletářku). Socha byla představena na výstavě v Jízdárně Pražského hradu, byla odlita do bronzu pro prezidenta Zápotockého a roku 1952 ji zakoupila Národní galerie. Kolem roku 1960 vznikla dvě sousoší určená pro veřejný prostor (Kašna v Lanškrouně, Dovádějící děti v Ostrově nad Ohří) a opukové sousoší Shledání 1945.
Jeho Akt z roku 1957, kterým se vzdálil od námětů školních prací, svou dynamickou spirálovitou kompozicí již naznačil příští Pacíkův zájem o zachycení pohybu. Soubor jeho portrétních studií z konce 50. let reflektuje poučení z pozdního kubismu. Část soch je v patinované sádře, ale sochař stále častěji používá směs strusky s barveným betonem. Tento materiál lépe vyhovuje jeho modelaci, která postupně redukuje detaily, opouští práci podle živého modelu a vede k expresivnější stylizaci. V souboru třiceti šesti hlav z období 1959–1961 je zachycen celý soubor konstrukčních typů – od portrétu přes kubizující zjednodušení tváře až k syrové a groteskní deformaci charakterových hlav.
Počátkem 60. let, kdy Pacík používal převážně beton se zalitou struskou, vytvořil sérii kubisticky stylizovaných figur v pohybu (Občan-chodec, 1963, dnes nezvěstné) a radikálně zjednodušené kubistické figurativní stély (Kubistická stéla, 1960, nezvěstné)
V první polovině 60. let Pacík konstruuje své abstraktní figury-stély jako vertikální útvary sestavené z rytmicky se střádajících konkávních a konvexních tvarů (Doby, (beton) 1964, GASK, Ozvěny (šedá litina), 1964, Muzeum umění Olomouc) někdy široce perforovaných (Bez názvu, zalitá struska, nezvěstné). Charakteristickým znakem soch z tohoto období je zmnožený motiv očí, expresivní modelace zvýrazněná povrchovými vrypy (Slepá kamelotka (beton), 1963) nebo užití skleněných korálků. Komorní sochy jsou sestaveny z výrazně konvexních objemů a připomínají primitivní ženské figury-idoly (Zajetí I, 1963). Některá Pacíkova díla jsou osobitou parafrází jiných soch (Zadkine, Permeke), které Pacík roku 1958 viděl v Middelheimu nebo v Bruselu (Stojící žena, 1962, Zkáza, 1963). Reliéfy z druhé poloviny 60. let jsou patrně inspirovány skládanými obrazy Zbyňka Sekala.
Pro pochopení Pacíkova obratu k organické abstrakci je významný soubor jeho pastelů z období kolem roku 1965, které jsou naplněny ezoterickou symbolikou a zachycují procesy organického růstu, štěpení, vnitřního záření a rotace hmoty a průniky těles.
Od poloviny 60. let Pacík koncipuje sochy jako šroubovité pohyby abstraktních těles nebo složité mnohapohledové rozvinutí cirkulárního proudění hmot v prostoru (Památník nelidských věků (zalitá struska), 1964–65). Génius loci významné paleontologické lokality Kosoře, kde v té době tvořil, byl inspirací ke trojici monumentálních soch Miocén (vystaveno v Carraře), Silur (Socha 64, Liberec) a Karbon (dnes Plzeň-Doubravka).
Menší sochy v sádře, betonu a mramoru z doby kolem roku 1965 opakují varianty spirálovitě stočeného abstraktního tvaru (Zánik, 1965, Muzeum umění Olomouc) nebo motiv dutiny skryté uvnitř vejcovitého útvaru jako jeho jádro (Hnízdo, 1964, Jádro, 1966, vystaveno Musée Rodin). Sochy, které Pacík vystavil v roce 1968 v Piešťanech, byly minimalistické objekty redukované na soustavu cirkulárních disků z betonu (Rotační velkosloup, (beton), 1965, Yoné, 1967).
Ve druhé polovině 60. let začal Pacík pracovat s keramikou a jako nový materiál pro abstraktní plastiky odvozené z lidské figury použil solenou kameninu (Keramická plastika I-fontána, 1967, nezvěstné).
Po okupaci v roce 1968 se Pacík vrátil do Prahy a pracoval především na svých posledních realizacích – mramorovém reliéfu a soše Svět pro školu ve Štěchovicích, soše (Bez názvu, (mramor), 1973) pro školu v Sokolově, reliéfu pro tamní kino.
Některé rysy Pacíkovy složité osobnosti se odrážejí v jeho díle, ale pro nedostatek písemných dokladů je obtížné je správně interpretovat. V mládí byl ovlivněn okultismem a patrně se v okultních společenstvích pohyboval i po válce a během pracovního pobytu v Plzni v 60. letech. V jeho sochařském díle a zejména kresbách lze nalézt paralely k vizualizaci duševních pochodů, které nalezl v ezoterické literatuře nebo dílech jiných autorů, např. Jana Zrzavého. Po celý život ho zajímal vesmír a jeho monumentální plastika v Hořicích (Událost číslo jedna) se přímo vztahuje k přistání člověka na Měsíci. Jako učeň přebýval zpočátku v opuštěném vagóně na nádraží a také později dával přednost životu v ústraní a v místech, kde pracoval, si stavěl jakési poustevnické příbytky. Řada Pacíkových prací svědčí o jeho zájmu o přírodu – např. rozsáhlá keramická plastika zasazená do země v plzeňském arboretu byla určena k osídlení drobnými živočichy a jako napajedlo pro ptáky.

### Účast na sympoziích
- 1965 Mezinárodní sochařské bienále v Carraře
- 1968 Socha piešťanských parkov
- 1969 Socha a město, Liberec
- 1969 Mezinárodní sochařské symposium v Hořicích

### Realizace

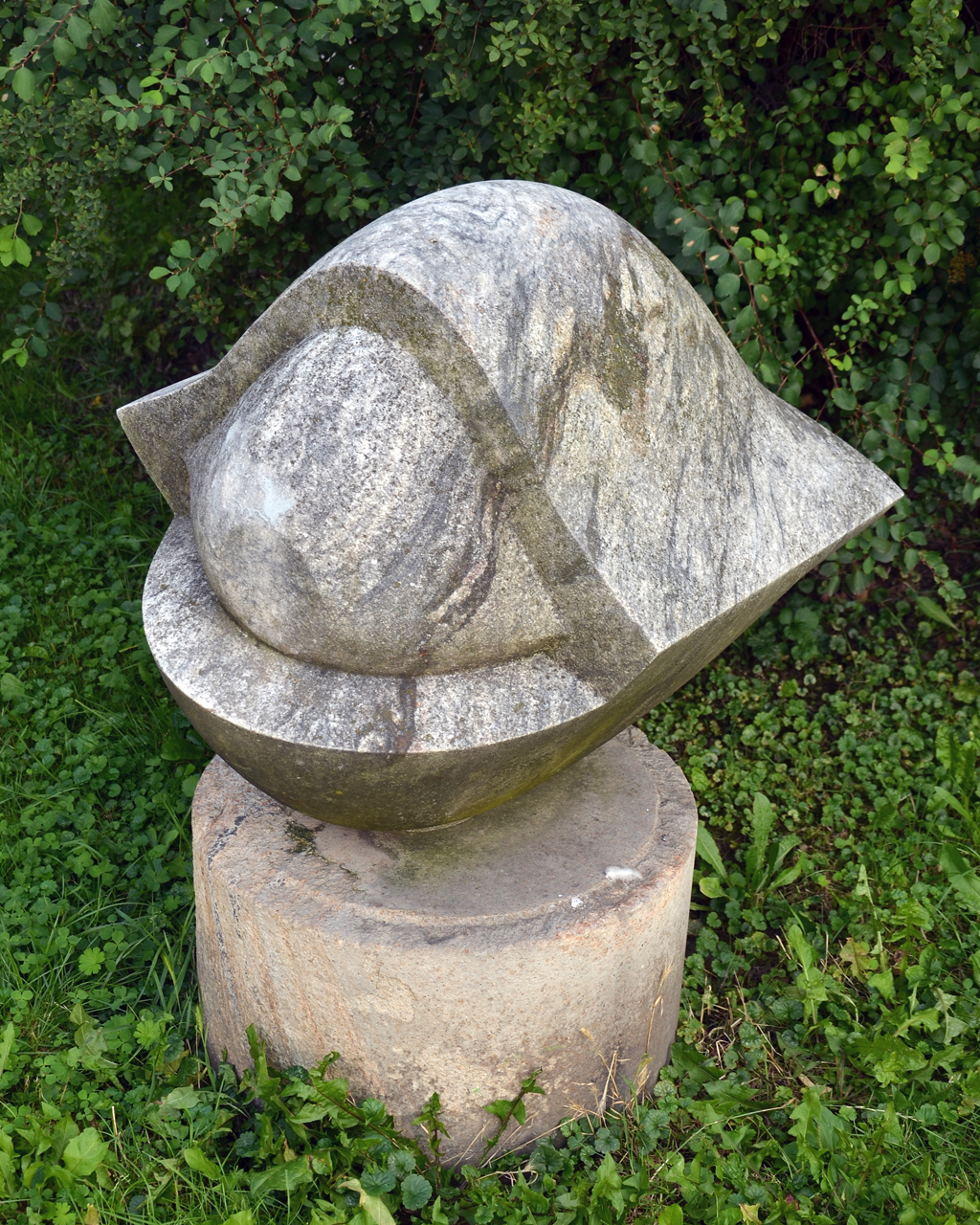
František Pacík, Měnivá přítomnost, nehodivský mramor, 1966, Litoměřice

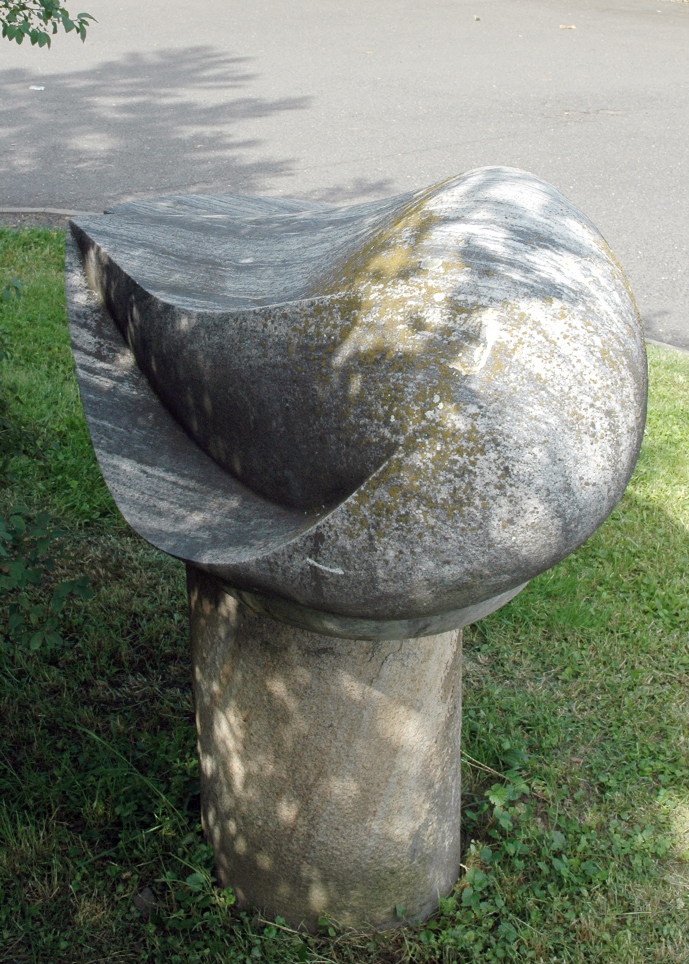
František Pacík, Úlomek velké abecedy 1968, Litoměřice

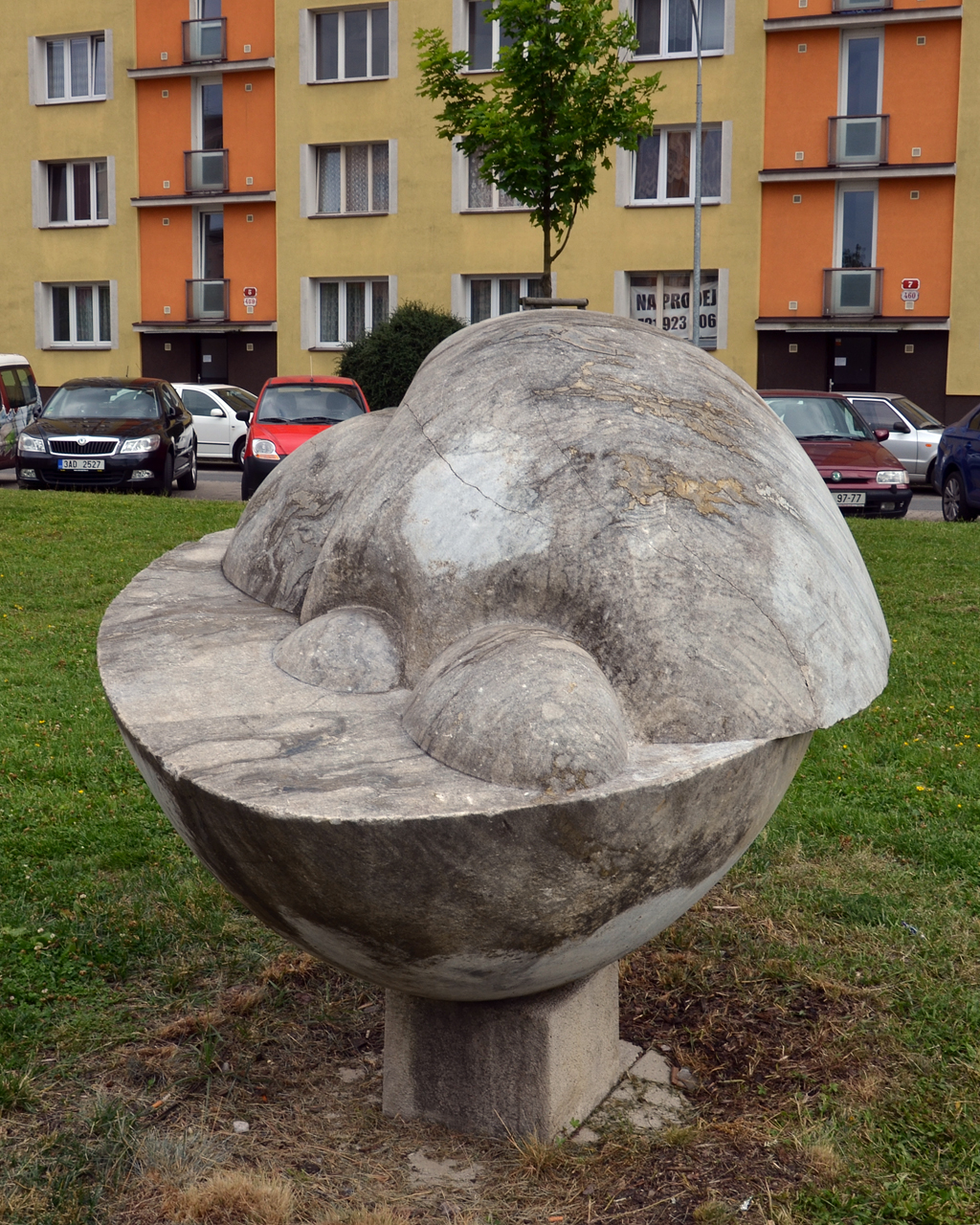
František Pacík, Fontána (mramor), sídliště Bory, Šimerova ul., Plzeň, 60. léta

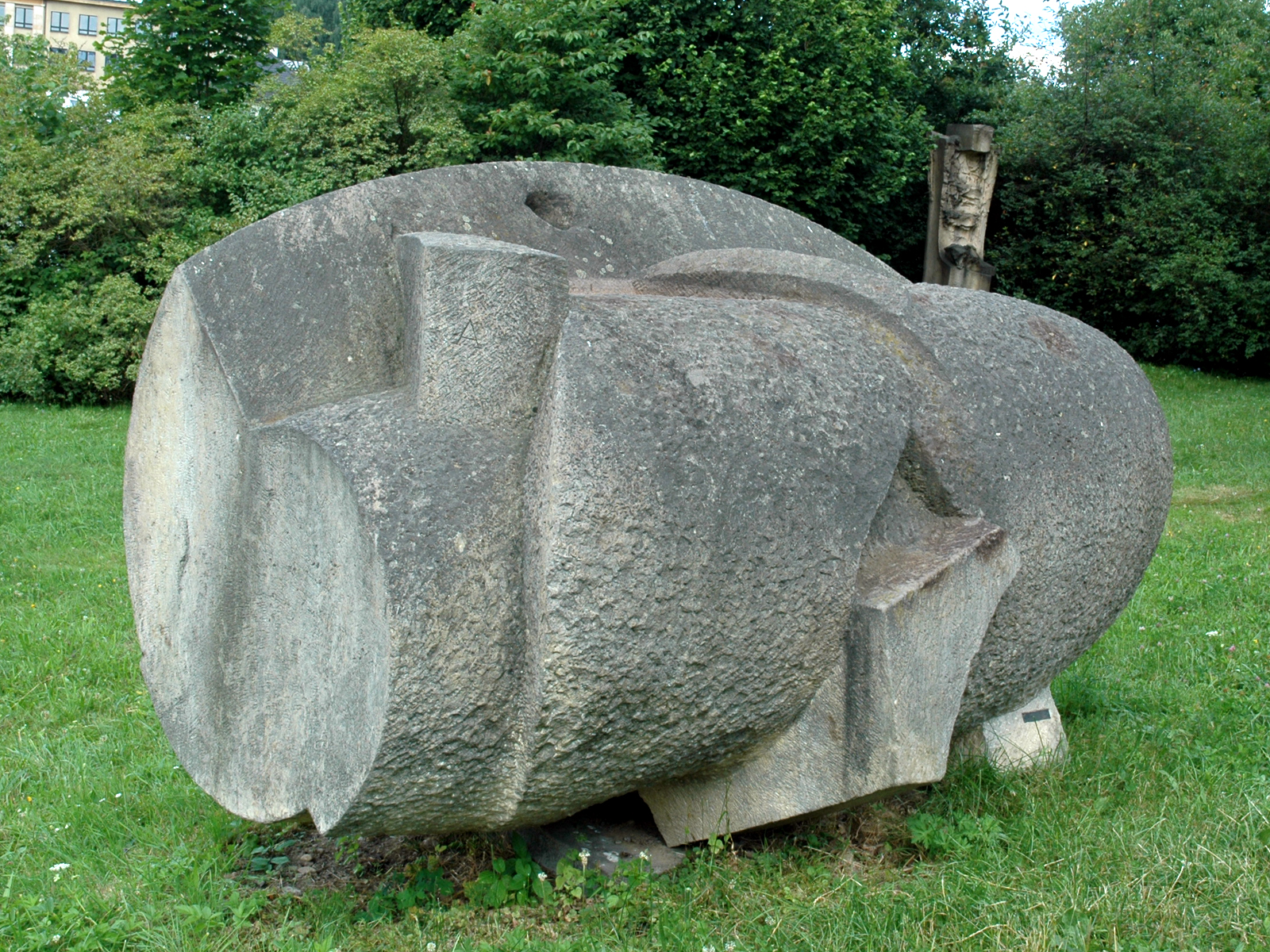
František Pacík, Událost číslo jedna (hořický pískovec), 1969, vrch Gothart, Hořice

- 1951 Maryčka Magdonova (pískovec) původně PKOJF v Praze, po roce 1989 nezvěstné, stejně jako bronzový odlitek darovaný A. Zápotockému. Jiné varianty (sádra, dřevo) by měla vlastnit Národní galerie v Praze.
- 1955 Pilot (kámen)
- před 1961 keramický reliéf, hala kina v Kralupech
- poč. 60. let Chlapec a děvče se štikou (kámen), sousoší pro kašnu v Lanškrouně
- 1962 Dovádějící děti (kámen), park před ZŠ Dobrovského, Ostrov nad Ohří[9]
- 1965 Rotační velkosloup (beton), Piešťany – nezvěstné
- 1964 Karbon (beton) Arboretum Sofronka[10], 1966 (mramor) Plzeň-Doubravka[11]
- 60. léta Fontána (nehodivský mramor), sídliště Bory, Šimerova ul., Plzeň Původně umístěna uprostřed bazénu, v roce 2012 během rekonstrukce okolí bazén zrušen a dílo přesunuto o přibližně 30 m.
- 1968 Úlomek velké abecedy (nehodivský mramor), Litoměřice
- 1969 Sloup (mramor, 900 cm), Plzeň-Slovany
- 1969 Událost číslo jedna (hořický pískovec), vrch Gothart, Hořice
- 1972 Dramatická krajina (mušlový vápenec), reliéf pro kino Alfa v Sokolově[12]
- Bez názvu I, Bez názvu II, areál kina Alfa v Sokolově[13][14]
- 1973 Bez názvu (mramor), ZŠ Švabinského ul., Sokolov[15]
- 1973–74 reliéf Bez názvu (mušlový vápenec) Škola celní správy, Štěchovice Na stejném místě byla i později odstraněná socha Svět (mramor).

### Známá díla (výběr)
- 1963 Dívka (zalitá struska), MU Olomouc
- 1964 Stojící figura (zalitá struska), 176 x 42 x 42 cm
- 1964 Doby (beton), GASK
- 1965 Zánik (cement), MU Olomouc
- 1966 Plastika (mramor), NG v Praze

### Zastoupení ve sbírkách
- Národní galerie v Praze
- Galerie Středočeského kraje v Kutné Hoře
- Muzeum umění Olomouc

### Ocenění
- 1951–52 Cena AVU
- 1952–53 První cena AVU
- 1964 Státní ocenění za sochu Karbon, Liberec

### Výstavy

#### Autorská

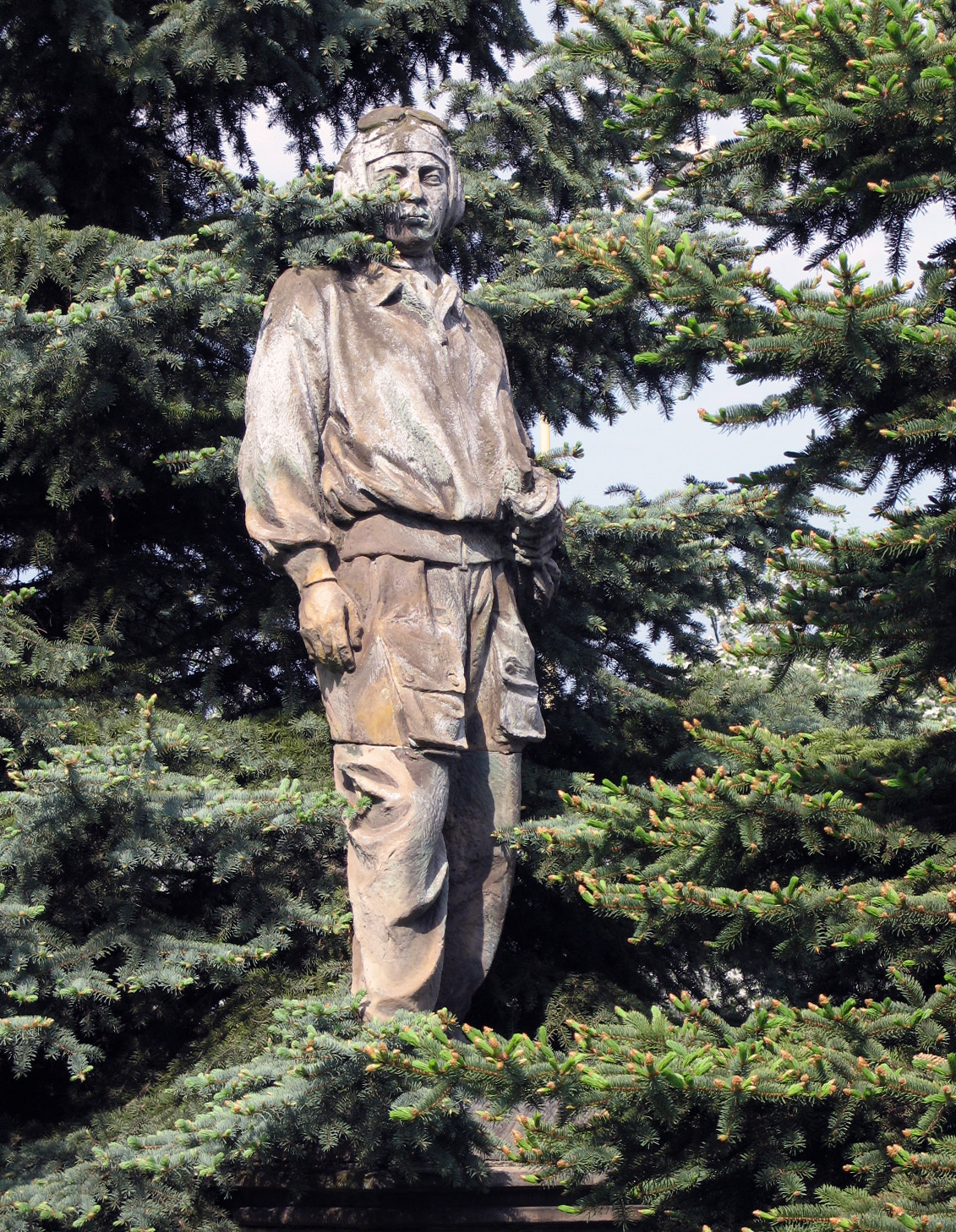
František Pacik, 1956, Pilot (pieskovec)

- 1969 	František Pacík, Přírodní kino, Slaný
- 2009 	František Pacík: (1927–1975), Výstavní síň Masné krámy, Plzeň
- 2011 	František Pacík, Topičův salon, Praha
- 2017 František Pacík, Galerie Litera, Praha[16]

#### Skupinové (výběr)
- 1953 2. přehlídka československého výtvarného umění 1951–1953, Jízdárna Pražského hradu
- 1958–1959 Umění mladých výtvarníků Československa 1958. Obrazy a plastiky, Jízdárna Pražského hradu, Dům umění města Brna
- 1961 Tvůrčí skupina Etapa, Galerie Václava Špály, Praha
- 1963 Rychnov 1963, Zámek Rychnov nad Kněžnou
- 1963 Tvůrčí skupina Etapa, Galerie Nová síň, Praha
- 1964 Socha 1964, Liberec, Liberec (Liberec)
- 1965 Výtvarní umělci k výročí 20 let ČSSR, Jízdárna Pražského hradu
- 1965	Jiří Balcar, Václav Kiml, Eva Kmentová, František Pacík, Galerie Václava Špály, Praha
- 1965 Sochařská bilance 1955–1965, Olomouc
- 1965 Małarstwo a rzeźba z Pragi, Krakov
- 1966 Tvůrčí skupina Etapa: IV. výstava, Galerie Václava Špály, Praha
- 1966 	Jarní výstava 1966, Mánes, Praha
- 1966 	Tschechoslowakische Kunst der Gegenwart, Akademie der Künste, Berlín
- 1966 	Index, Galerie moderního umění v Roudnici nad Labem
- 1966 Aktuální tendence českého umění. Obrazy, sochy, grafika, Mánes, Praha
- 1967 České umění XX. století ze sbírek Středočeské galerie, Dům umění města Brna
- 1967 17 tsjechische kunstenaars (17 českých umělců), Galerie Orez, Den Haag
- 1967 Tvůrčí kolektiv Index, Galerie umění Karlovy Vary, Galerie výtvarného umění v Chebu
- 1967 5 sochařů, Galerie Václava Špály, Praha
- 1968 	Socha piešťanských parkov '68, Kúpelový ostrov, Piešťany
- 1968 	300 malířů, sochařů, grafiků 5 generací k 50 létům republiky, Praha
- 1968 Sculpture tchècoslovaque de Myslbek à nos jours, Musée Rodin (Hôtel Biron), Paříž
- 1969 	Socha a město, Liberec
- 1970	Sodobna češkoslovaška umetnost, Piran, Zagreb, Ljubljana
- 1970 	Prager Künstler, Haus am Kleistpark, Berlín
- 1972 	Sochařské setkání 1972, Vojanovy sady, Praha
- 1991 	In memoriam, Mánes, Praha
- 1992 	České výtvarné umění 1960–1990, Středočeská galerie, Praha
- 1994 	Ohniska znovuzrození, Městská knihovna, Praha
- 1998	Oznámení o Ikarově letu: Olomoucká šedesátá léta, Salon, Kabinet, Trojlodí, Olomouc
- 1999/2000 Umění zrychleného času. Česká výtvarná scéna 1958–1968, Praha, Cheb
- 2001 	Ohlasy kubismu v Plzni, Galerie města Plzně
- 2009	Socha a město Liberec 1969. Výstava o výstavě Liberec 2009, Oblastní galerie v Liberci
- 2012/13 Od Tiziana po Warhola, Muzeum umění Olomouc
- 2013	Od informelu k figuře, Galerie Slováckého muzea, Uherské Hradiště

### Katalogy
- František Pacík, 1969, text Jiří Kohoutek, kat. 6 s., k výstavě Přírodní kino, Slaný

### Monografie
- Marie Klimešová, František Pacík, Západočeská galerie v Plzni a Arbor vitae, Praha 2009, ISBN 978-80-86415-62-8, ISBN 978-80-87164-04-4

### Články
- Bohumír Mráz, František Pacík, Výtvarné umění XIX, 1969, č.6, s. 266–275
- František Pacík (Anketa Socha a město), Výtvarné umění, 20,9-10,1970/05/20,474-474